# NGC 6547
NGC 6547 is een spiraalvormig sterrenstelsel in het sterrenbeeld Hercules. Het hemelobject werd op 7 augustus 1864 ontdekt door de Duitse astronoom Albert Marth.

## Synoniemen
- UGC 11110
- MCG 4-43-1
- ZWG 141.48
- ZWG 142.1
- PGC 61378